# Blue (Fine Young Cannibals)
Blue è un singolo del gruppo musicale britannico Fine Young Cannibals, pubblicato nel 1985 e tratto dall'album Fine Young Cannibals.